# Foi
Foi – wieś w Rumunii, w okręgu Marusza, w gminie Crăciunești. W 2011 roku liczyła 535 mieszkańców.